# Karrie Webb

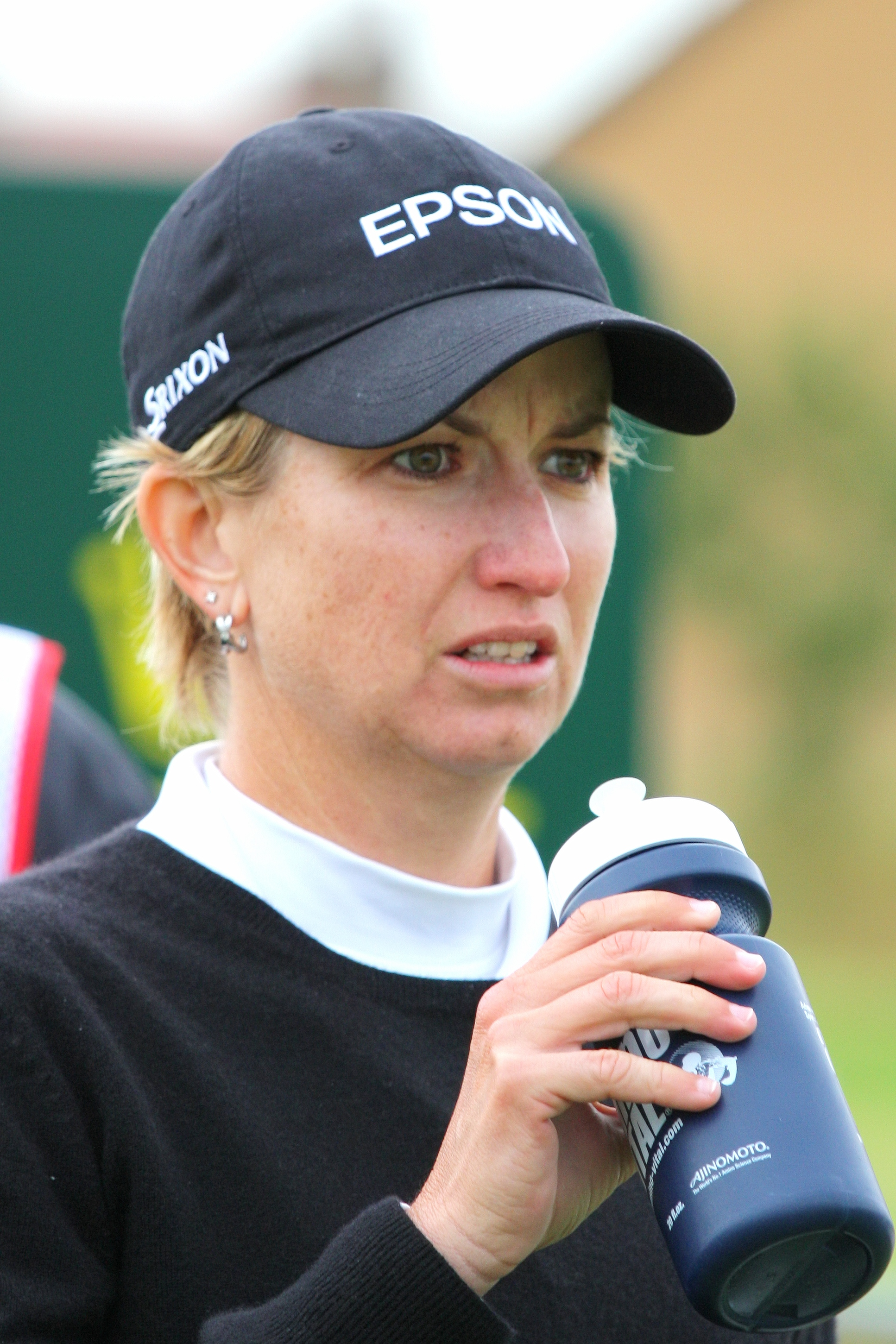
Karrie Webb en el Abierto Británico 2009

Karrie Ann Webb (Ayr, Australia, 21 de diciembre de 1974) es una golfista australiana que compite en la LPGA desde 1996. Acabó primera en las temporadas de 1996, 1999 y 2000, segunda en 1997 y 2006, tercera en 2001, cuarta en 1998 y quinta en 2002. Ha logrado 41 victorias en dicho circuito, por lo que se ubica décima en el historial, así como 198 top 10. 
Webb obtuvo siete títulos en torneos mayores: el Abierto de Estados Unidos de 2000 y 2001, el Abierto Británico de 2002, el Abierto de Canadá de 1999, el Campeonato Kraft Nabisco de 2000 y 2006 y el Campeonato de la LPGA de 2001. Además, obtuvo seis segundos puestos, 24 top 5 y 34 top 10 en torneos mayores.
La australiana ganó cinco veces el Abierto de Australia, ocho veces el Masters de Australia, tres veces el Abierto Británico, una vez el Masters Evian y una vez el Masters Europeo.

## Biografía
Webb nació en Ayr, Queensland. Fue miembro del equipo amateur australiano y participó en seis torneos internacionales entre 1992 y 1994, incluida una participación en 1994 en el Campeonato Mundial de Golf Amateur por Equipos Espirito Santo Trophy.  Este fue el año en que se convirtió en Campeona Australiana de Stroke Play.

## Trayectoria deportiva
Webb debutó en el Ladies European Tour en 1995, resultando Novata del Año luego de ganar el Abierto Británico. En 1996 debutó en el LPGA Tour y obtuvo el primer puesto en la lista de ganancias, luego de acumular cuatro victorias (la primera de ellas en su segunda aparición), cinco segundos puestos y 15 top 10.
En 1997, Webb ganó tres veces el LPGA Tour, incluyendo otra victoria en el Weetabix Women's British Open, ganó su primer Trofeo Vare y fue votada como la Mejor Golfista Femenina ESPY de 1997.  En 1999, Webb ganó su primer campeonato importante en el du Maurier Ltd. Classic y ganó su primer premio a la Jugadora del Año del LPGA Tour.
Webb también participó en el desempate más grande en la historia del LPGA Tour en el Jamie Farr Kroger Classic de 1999. Se Ri Pak hizo birdie en el primer hoyo de desempate de muerte súbita para derrotar a Webb, Mardi Lunn, Carin Koch, Sherri Steinhauer y Kelli Kuehne.
En 2000, Webb ganó dos campeonatos importantes más, y después de su victoria en el Nabisco Championship ganó el US Women's Open. Esto le valió un segundo título consecutivo de Jugadora Rolex del Año y el Trofeo Vare, y encabezó la lista de ganancias, perdiendo la oportunidad de convertirse en la primera ganadora de $2 millones en una sola temporada de la LPGA al tomarse un descanso a mitad de temporada para regresar a su casa en Australia para correr con la antorcha olímpica.Junto a Rachel Hetherington representando a Australia, ganó la Copa Mundial Femenina en Malasia, recibió el premio deportivo más importante de Australia, el Premio Dawn Fraser y fue nombrada Jugadora del Año por la Asociación de Escritores de Golf de Estados Unidos.   
Defendió con éxito su título del Abierto Femenino de Estados Unidos en 2001 y ganó el Campeonato de la LPGA, para convertirse en la ganadora más joven del Grand Slam de Carrera de la LPGA.  Se asoció con David Duval para jugar contra Annika Sörenstam y Tiger Woods en una Batalla hecha para la TV en Bighorn entre los dos mejores jugadores masculinos y las dos mejores jugadores femeninos del mundo. En ese momento, proporcionó al golf femenino su mayor audiencia de la historia.  La victoria de Webb en el Abierto Británico Femenino de 2002 , que se había convertido en un major de la LPGA en 2001, significó que completó un Super Career Grand Slam: todos los campeonatos importantes disponibles en golf femenino en su carrera.
Webb sufrió entonces una mala racha de tres años. En los dos años siguientes sólo consiguió dos victorias en la LPGA y en 2005 tuvo su mejor resultado en la LPGA en un sexto puesto empatado aunque formó equipo con Rachel Hetherington para representar a Australia en la Copa Mundial Femenina de Golf y ganó su quinto título del ANZ Ladies Masters en su país de origen, Australia.
Webb calificó para ingresar al Salón de la Fama del Golf Mundial en 2000, pero no fue elegible para la inducción hasta que jugó diez eventos del LPGA Tour en cada una de las diez temporadas. Cumplió con este criterio el 9 de junio de 2005 cuando completó la primera ronda del Campeonato LPGA.  A los 30 años, se convirtió en la persona viva más joven en ingresar al Salón de la Fama,  y mantuvo esa distinción hasta 2007, cuando su compañera estrella del LPGA Se Ri Pak fue incluida.
Webb protagonizó una temporada de regreso en 2006. En la ronda final del Kraft Nabisco Ch}ampionship, embocó un tiro de 116 yardas desde el fairway para hacer eagle en el hoyo 18, y luego hizo birdie en el mismo hoyo en un desempate a muerte súbita para vencer a Lorena Ochoa y ganar su segundo Kraft Nabisco Championship. Ganó otros cuatro torneos, incluido el Evian Masters  y el Mizuno Classic.  Su victoria en el Kraft Nabisco de 2006 la llevó al top ten del Ranking Mundial de Golf Femenino por primera vez desde que se introdujo en febrero de 2006.
Sus 41 victorias en el LPGA Tour la ubican empatada en el décimo lugar con Babe Zaharias en la lista de jugadoras con más victorias en torneos del LPGA en su carrera  y primera entre todas las jugadoras activas.